# Сельен, Франсиско
Франсиско Сельен (исп. Francisco Sellén; 10 октября 1838, Сантьяго-де-Куба — 9 мая 1907, Гавана) — кубинский поэт, переводчик и журналист, один из наиболее заметных представителей кубинской литературы второй половины XIX века. Брат Антонио Сельена.
Сын испанского военного моряка. Провёл детство в Испании, затем окончил в Гаване колледж Святого Анхеля. Дебютировал в печати как журналист в 1857 году, сотрудничал с недолго просуществовавшей гаванской газетой Correo de la Tarde, на страницах которой впервые появились и его стихи. Сотрудничал также с газетой Рафаэля де Мендиве Revista de la Habana и другими кубинскими изданиями. В 1862 г. вместе с братом основал иллюстрированный еженедельник El Heraldo Cubano, просуществовавший несколько месяцев. В 1863 году вместе с братом опубликовал книгу «Поэтические опыты» (исп. Estudios poeticos), в 1865 году выпустил первый собственный сборник стихов «Задушевная книга» (исп. Libro Intimo).
С началом Кубинской революции 1868 года выступил против испанских властей и вынужден был бежать в США, где жил и работал вплоть до перехода Кубы в 1898 году под американское управление. Здесь выпустил в испанском переводе «Лирическое интермеццо» Генриха Гейне (1875) и сборник немецкой поэзии «Отзвуки Рейна» (исп. Ecos del Rhin; 1881). В 1891 году напечатал свой второй сборник «Стихи» (1891), пьесу «Пари Зулейки» (исп. Las apuestas de Zuleika) и историческую драму «Атуэй», посвящённую вождю сопротивления кубинских аборигенов испанским колонизаторам. Затем в большей степени посвятил себя переводу прозы, опубликовав по-испански «Алую букву» Натаниэля Готорна (1894), «Похищенного» Роберта Луиса Стивенсона (1896), «Жизнь отщепенца» Уилки Коллинза (1897). Стихи самого Сельена переводил на английский Франсиско Хавьер Ами.